# Nazario II
Nazario II (... – 1196) è stato un vescovo cattolico italiano.
È stato vescovo di Asti tra il 1192 ed il 1196.

## Biografia
Poche sono le notizie su questo vescovo. Il Libro verde della Chiesa di Asti, contiene sei documenti che lo riguardano. Il primo documento è datato 5 maggio 1192 e l'ultimo è del 20 marzo 1196.
Esiste inoltre un altro documento che lo riguarda nel Chartarum II del 20 marzo 1199.
In questi documenti, egli conferma i patti e le convenzioni in passato accordate dai suoi successori ai signori di Manzano, Salmatoris, Montefalcone e Cervere.